# Шевалье, Огюст Жан Батист
Огю́ст-Жан-Бати́ст Шевалье́ (фр. Auguste Jean Baptiste Chevalier; 23 июня 1873, фр. Domfront, Орн — 3 июня 1956, Париж) — французский ботаник и систематик растений, исследователь флоры тропической Африки, главным образом французских африканских колоний и Кот-д’Ивуар, он исследовал и собирал растения также в Южной Америке и тропической Азии. Помимо тропиков, его интересы распространялись на отдельные регионы Сахары.

## Другие растения, описанные Шевалье
- Акажу, или африканское красное дерево, или махогониевое дерево (Khaya ivorensis A.Chev.)[1]

## Научные работы
- Mission Chari-Lac Tchad, 1902—1904, 1907
- Sudania: Énumeration des plantes récoltées en Afrique tropicale, 1911
- La forêt et les bois du Gobon, 1917
- Les kolatiers et les noix de kola, 1911 (совместно с Émile Constant Perrot)